# Narcissus × nutans
Narcissus × nutans là một loài thực vật có hoa lai ghép trong họ Amaryllidaceae. Loài này được Haw. mô tả khoa học đầu tiên năm 1803.